# Game & Wario
Game & Wario es un videojuego de la serie de Wario lanzado para Wii U. Está desarrollado por Nintendo Software Planning & Development y publicado por Nintendo. Esté título fue lanzado en Japón el 28 de marzo de 2013, en América del Norte el 23 de junio de 2013, y en Europa el 28 de junio de 2013. El juego tiene 16 minijuegos los cuales se juegan con el Wii U GamePad. Algunos minijuegos son para un jugador, mientras que otros son multijugador, los cuales pueden ser jugados por hasta cinco jugadores.

#### Juego
A diferencia de entregas anteriores, cada sección se enfoca a un único minijuego donde se requiere el uso del GamePad de alguna manera. Hay 16 minijuegos, doce son para un jugador (dos de estos permite tener dos jugadores cuando sea posible) y cuatro multijugador. También existe un mininjuego independiente llamado Miiverse Sketch.
No existen "Boss Battles" en Game and Wario.
| Un Jugador      | |
| --------------- | --- |
| Arrow           | El anfitrión es Wario, es un juego de disparos donde se utiliza el Gamepad de forma vertical para el gesto de "disparar" flechas. |
| Shutter         | La anfitriona es Mona. En shutter, se sostiene el Gamepad enfrente de la segunda pantalla o monitor, como se fuera una cámara son el fin de obtener fotografías de ciertas personas. Desde el Gamepad se envían las fotos al editor de Mona quien califica las fotos.                                                                       |
| Ski             | En Ski se controla a Jimmy T. mientras esquía rotando el Gamepad en izquierda o derecha. |
| Patchwork       | Las anfitrionas es Kat y Ana. El jugador toma pedazos de tela y los junta para que se parezcan a un objeto. |
| Kung Fu         | Anfitriones son Young Cricket y Master Mantis. |
| Gamer           | Este es muy parecido a los WarioWare anteriores. Consiste en 9-Volt jugando en el Gamepad y pausando con ZL-ZR cuando su madre aparece en escena. |
| Design          | El anfitrión es Dr. Crygor, En Design 1 o 2 jugadores deben dibujar en la pantalla del Gamepad las formas geométricas especificadas, ya sean en longitud, forma o angulos. |
| Ashley          | Es un juego de disparos lateral donde se inclina el Gamepad para mover a Ashley y con ZL se hace un giro. |
| Taxi            | En Taxi Dribble y Spitz deben llevar a un pasajero a su destino a la vez que disparan a Ovnis. El Gamepad es requerido para apuntar y disparar. |
| Pirates         | En Pirates, se utiliza el Gamepad para bloquear las flechas que dispara la tripulación de Capitán Wario, puede venir de enfrente, laterales o arriba, en ocasiones pueden disparar tokens para el dispensabolas. Al final de cada fase, hay una escena donde se deberá bailar haciendo diferentes poses con el Gamepad.                     |
| Bowling         | En este modo se lanza una bola de boliche con el Gamepad, similar a lo visto en Arrow. Los pines tienen dibujos de los personajes WarioWare. |
| Pyoro           | En Pyoro hay que comer las semillas que caen del cielo, las semillas causan agujeros en el suelo, cuando se come las semillas blancas se repara una casilla de suelo y con las semillas centellantes reparan toda la zona. En Gamepad este juego tiene gráficos simples pero en una pantalla externa Pyoro aparece con gráficos "modernos". |
| Multijugador    | |
| Sketch          | En Sketch los jugadores deben utilizar la pantalla del Gamepad para dibujar una palabra o concepto proporcionado, múltiples jugadores deberán compartir el Gamepad. Los dibujos más recientes son guardados por Orbulon en su colección de arte, que son las casillas 84-88 del dispensabolas.                                              |
| Islands         | En Islands hasta cinco personas comparten un único Gamepad para lanzar Fronks a una círculo flotante con sectores numerados (la "isla"). En cada turno una gaviota se lleva un Fronk o deja caer una roca con un símbolo "?", cuando un Fronk golpea la roca, esta barre la superficie y modifica la cantidad de puntos de un sector        |
| Fruit           | En Fruit |
| Disco           | En Disco |
| Miiverse        | |
| Miiverse Sketch | De forma similar a Sketch, el jugador debe dibujar según un concepto o palabra para luego publicarse en Miiverse donde será públicamente accesible para otras personas. Con el cierre de Miiverse en 2017, este modo no funciona. |